# Kostel svatého Ducha (Kunštát)
Kostel svatého Ducha v Kunštátě je římskokatolický kostel zasvěcený sv. Duchu. Je filiálním kostelem farnosti Kunštát na Moravě. Je chráněn jako kulturní památka.

## Historie
Pozdně barokní hřbitovní kostel pochází z roku 1738, kdy byl založen Janem Theodorem svobodným pánem z Imbsen na místě staršího kostela. Roku 1783 měl být kostel během josefínských reforem zrušen, ale díky Ignazi Hypollitovi svobodnému pánovi Honrichsi z Wolfswarffenu, majiteli kunštátského panství, který se zavázal, že se o něj bude na vlastní náklady starat, se tak nestalo. Později byla pod chrámem zřízena hrobka Honrichsů.

## Exteriér
Kostel stojí na kunštátském hřbitově, na kterém je mimo jiné pohřben básník František Halas († 1949) se svou manželkou Libuší, jejich syn Jan Halas († 2010) nebo římskokatolický kněz Ladislav Kubíček († 2004).

## Galerie

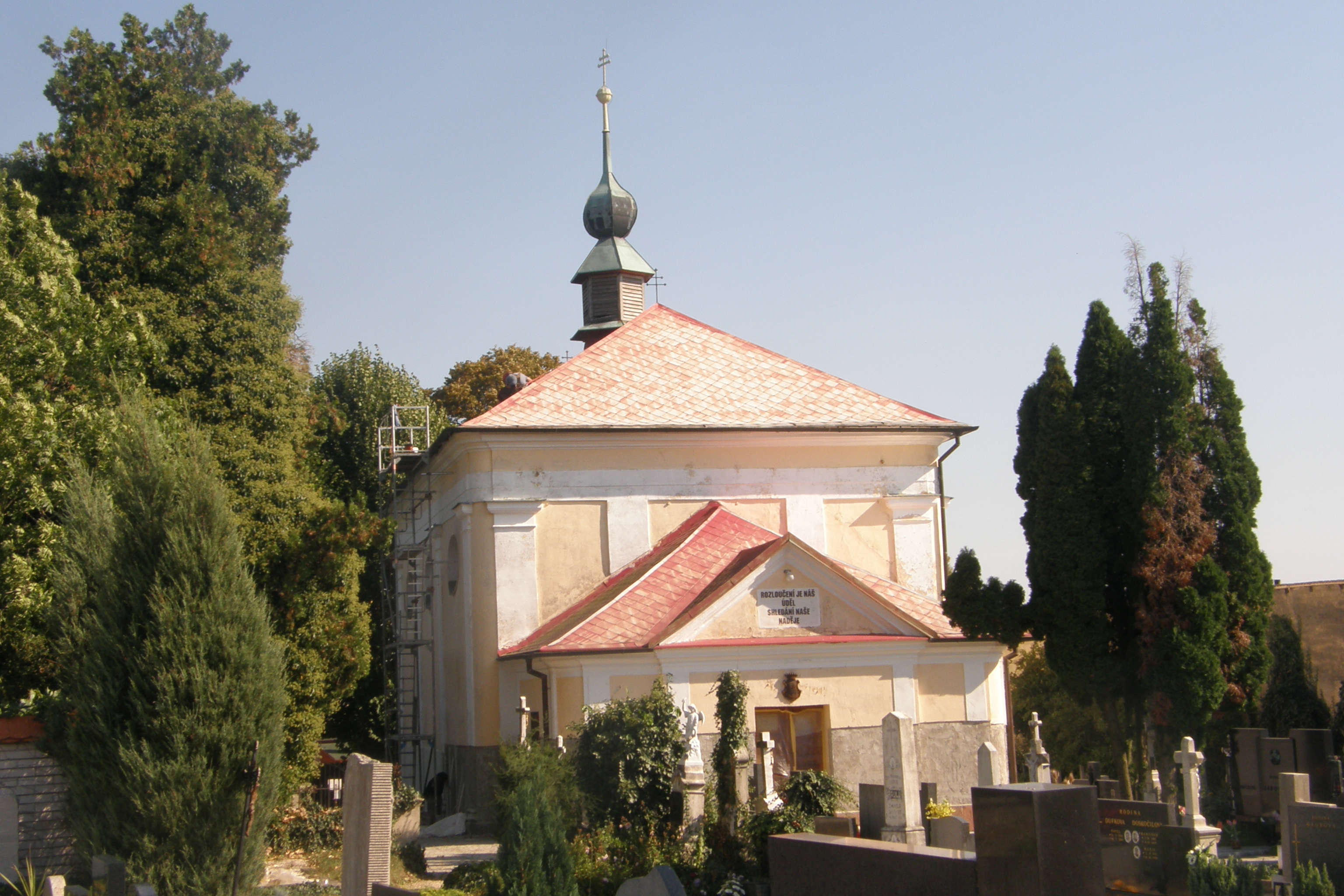
Pohled na kostel
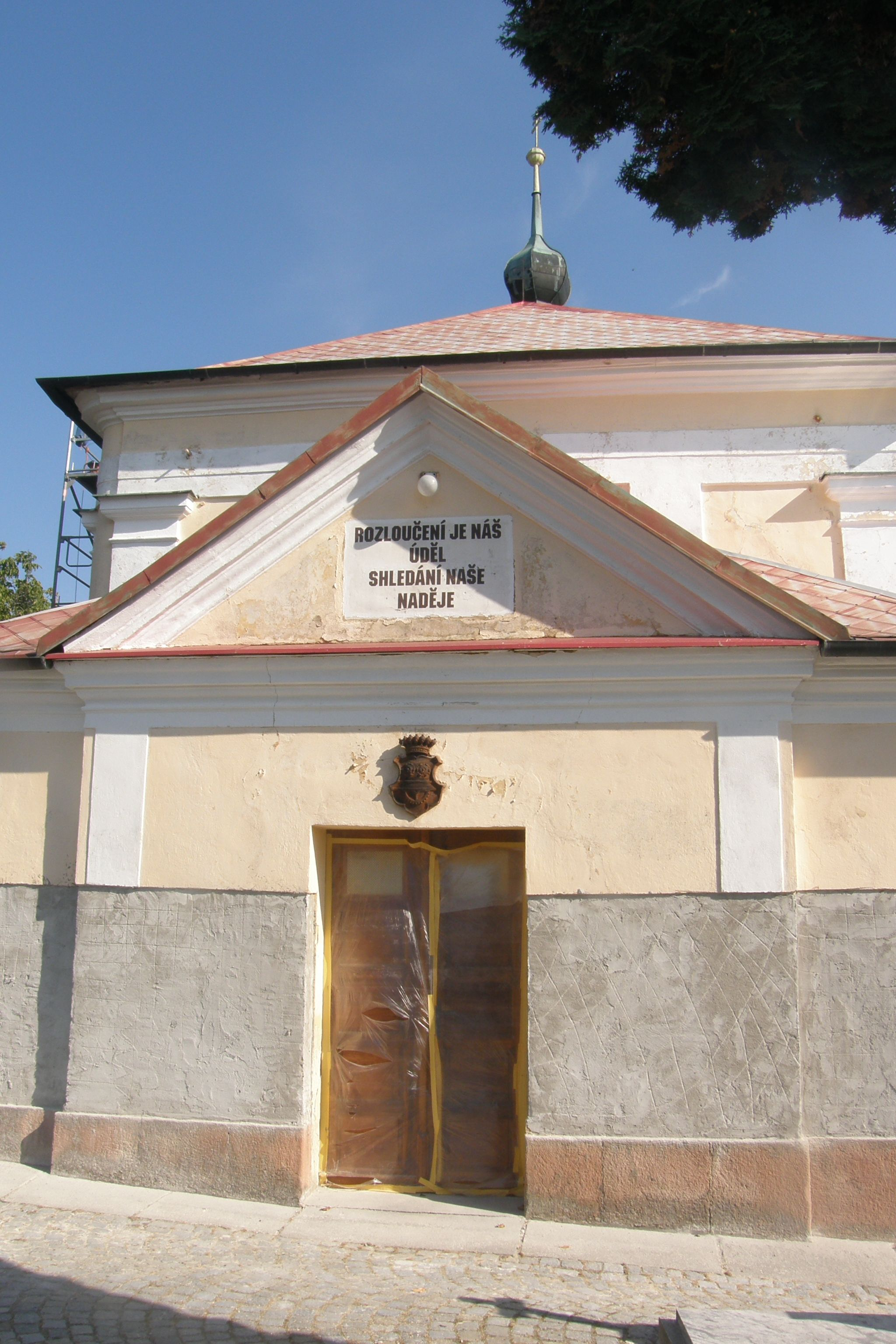
Vchod do kostela
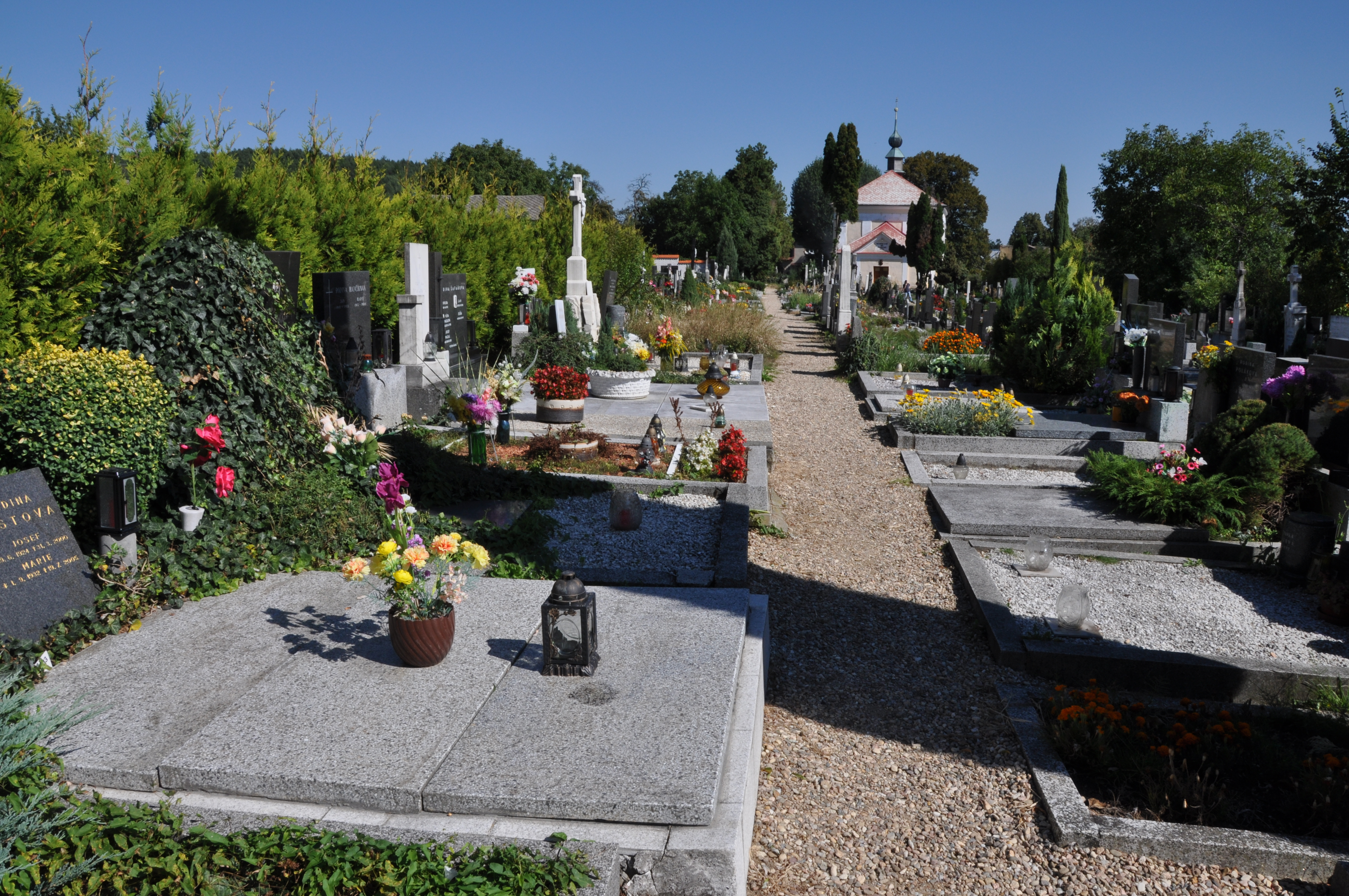
Hřbitov s kostelem